# Уметнички павиљон „Цвијета Зузорић”
Уметнички павиљон „Цвијета Зузорић” је изложбена зграда у Београду, на Калемегдану, која се налази у парку Мали Калемегдан уз југоисточни фронт Београдске тврђаве. Подигнута је у периоду између 1927. и 1928. године према пројекту архитекте Бранислава Којића, у духу арт деко архитектуре. У згради је седиште Удружења ликовних уметника Србије.

## Историјат
Удружење пријатеља уметности „Цвијета Зузорић” је основано фебруара 1922, име је добило по истоименој дубровачкој љубитељки уметности из 16. века. Године 1923. је Удружење дошло на идеју да у Београду подигне павиљон у којем би се искључиво излагала уметничка дела будући да до тог времена у Београду није постојао за то наменски грађен простор већ су изложбе углавном организоване по гимназијским салама и у свечаној сали Капетан Мишиног здања. Бранислав Нушић, тадашњи начелник Уметничког одељења Министарства просвете, је организовао добротворни бал „Хиљаду и друга ноћ” у фебруару 1923. у београдском хотелу „Касина” како би се сакупили прилози за градњу. Од 107.410 динара чистог прихода, за павиљон је одвојено 71.610. Богати појединци, попут Ђорђа Вајферта, Луке Ћеловића, Михаила Пупина и краља Александра Карађорђевића, дали су свој прилог, као и Народна банка, Јадранско–подунавска банка и Винер Банкферајн. У фебруару 1925. Друштво је у Народном позоришту приредило бал "Златни век".
Две године касније, 1925, Уметничко одељење министарства просвете расписало је конкурс за пројекат уметничког павиљона који је требало да се налази у близини конака кнегиње Љубице, на углу Богојављенске/Кнеза Симе Марковића и Краља Петра. Прву награду је освојио архитекта Бранислав Којић, другу Милан Злоковић и трећу Михаило Радовановић. Након конкурса, београдска општина је одлучила да плац за градњу додели бесплатно друштву, али не на месту поред конака, већ на Малом Калемегдану. Због ове измене, Бранислав Којић је морао да мења првонаграђени рад како би га прилагодио новим околностима будући да је победнички рад био обликовно везан за конак, а од Којића се очекивало нешто сасвим другачије, савремено и модерно.
Павиљон је отворен 23. децембра 1928. у присуству Павла и Олге Карађорђевић, патријарха Димитрија и представника академије, владе, београдске општине и универзитета. Прва јесења изложба београдских сликара и вајара је одржана у павиљону одмах по завршетку изградње, 30. децембра 1928, и на њој су излагала најзначајнија имена тадашње београдске уметничке сцене попут Бете Вукановић, Милене Павловић Барили, Васе Поморишца, Уроша Предића, Петра Палавичинија, Томе Росандића и других.
Међу првим манифестацијама одржаним у павиљону „Цвијета Зузорић” био је и Салон архитектуре, изложба коју је припремила тек основана група архитеката модерног правца.
Уметнички павиљон је у време подизања имао такав значај за културни живот Београда да је поистовећиван са ликовним животом и ликовним догађајима тога времена. Имао је значајну улогу у ширењу ликовне културе и одржавању ликовног живота у Србији између два рата. До 1940. године се Друштво задужило 1,6 милиона динара тако да се размишљало да београдска општина преузме павиљон.
На челу павиљона је дуго година био историчар уметности Момчило Павловић, а данас је овде седиште Удружења ликовних уметника Србије.

## Архитектура павиљона
У време подизања уметничког павиљона „Цвијета Зузорић” у европској архитектури је био јако актуелан стил арт деко као одјек париске изложбе Exposition Internationale des Arts Décoratifs et Industriels Modernes одржане 1925. године. Изложбу је, уз друге чланове Клуба архитекта, посетио и Бранислав Којић. 
Грађевина је волуметријски разуђена са плошним фасадним површинама без богате декорације. Кровни венци су истакнути, али су прозори без акцента. Испред павиљона је 1931. године постављена фонтана „Буђење”, вајара Драгомира Арамбашића. Нага женска фигура стоји на постаменту између голубова из чијих кљунова излазе млазеви воде.
До велике реконструкције павиљона седамдесетих година 20. века,изнад главних улазних врата се налазила алегоријска представа уметности израђена у техници витража, дело сликара Васе Поморишца. Према пројекту архитекте Градимира Медаковића 1975. године је извршена реконструкција ентеријера када је изграђена галерија али и уклоњен првобитни стаклени кров.

## Споменик културе
Све до Другог светског рата у Уметничком павиљону „Цвијета Зузорић” су се по правилу одржавале све домаће и стране изложбе. Као репрезентативан пример једног времена, како са становишта архитектонског развоја тако и са становишта општих појава у друштвеним и уметничким кретањима, проглашен је за споменик културе 1973. године.
Положајем који заузима, овај павиљон припада простору Београдске тврђаве која је утврђена за непокретно културно добро као споменик културе од изузетног значаја за Републику Србију.

## Галерија
- Годишњи извештај Удружења пријатеља уметности „Цвијета Зузорић”
- Годишњи извештај Удружења пријатеља уметности „Цвијета Зузорић”
- Годишњи извештај Удружења пријатеља уметности „Цвијета Зузорић”
- Годишњи извештај Удружења пријатеља уметности „Цвијета Зузорић”
- Годишњи извештај Удружења пријатеља уметности „Цвијета Зузорић”
- Годишњи извештај Удружења пријатеља уметности „Цвијета Зузорић”
- Годишњи извештај Удружења пријатеља уметности „Цвијета Зузорић”
- Програм Југословенског музичког фестивала у организацији Удружења пријатеља уметности „Цвијета Зузорић” који је одржан у Задужбини Илије М. Коларца 16. априла 1935.
- Програм Југословенског музичког фестивала у организацији Удружења пријатеља уметности „Цвијета Зузорић” који је одржан у Задужбини Илије М. Коларца 7. маја 1936.
- Програм позоришне вечери у организацији удружења „Цвијета Зузорић” које се одржало у Задужбини Илије М. Коларца 2. јануара 1936.
- Програм представе удружења „Цвијета Зузорић” која се одржала у Задужбини Илије М. Коларца 1. јуна 1933.